# MTV Movie Awards 2006
MTV Movie Awards i 2006 er en amerikansk filmpris, der blev uddelt af musikkanalen MTV. Uddelingen blev sendt den 8. juni 2006, og fandt sted i Culver City i Californien i USA.
Tenth Planet Productions producerede udsendelsen, og Joel Gallen var chefproducent og instruktør for det 12. år.

## Værter og optrædener
- Jessica Alba var værtinde for programmet[1]
- Christina Aguilera og AFI optrådte[2]

Vinderne blev stemt frem af publikum ved hjælp af et link på MTV's officielle hjemmeside. 
Under showet blev der også kortfilm, der var blevet lavet som parodier på Da Vinci Mysteriet, Mission: Impossible III, og King Kong.

## Oplægsholdere
- Sandra Bullock
- Keanu Reeves
- Colin Farrell
- Jamie Foxx
- Samuel L. Jackson
- Famke Janssen
- Rebecca Romijn
- Jessica Simpson
- Dane Cook
- Kate Beckinsale
- Adam Sandler
- LL Cool J
- Chris "Ludacris" Bridges
- Rosario Dawson
- Justin Timberlake
- T.I.
- Matt Dillon
- Kate Hudson
- Owen Wilson
- Borat
- Will Ferrell (to gange)
- John C. Reilly
- Kate Bosworth
- Brandon Routh
- Kevin Spacey
- Amanda Bynes
- Anna Faris
- Eva Mendes

## Nomineringer
De nominerede er listet op under, med vinderne fremhævet i fed skrift:

### Bedste film
- Wedding Crashers
- The 40 Year Old Virgin
- Batman Begins
- King Kong
- Sin City

### Bedste skuespillerpræstation
- Jake Gyllenhaal – Brokeback Mountain
- Joaquin Phoenix – Walk the Line
- Rachel McAdams – Red Eye
- Steve Carell – The 40 Year Old Virgin
- Terrence Howard – Hustle and flow
- Reese Witherspoon – Walk the Line

### Bedste skuespiller i komedie
- Steve Carell – The 40 Year Old Virgin
- Owen Wilson – Wedding Crashers
- Adam Sandler – The Longest Yard
- Tyler Perry – Madea's Family Reunion
- Vince Vaughn – Wedding Crashers

### Bedste hold på skærmen
- Vince Vaughn og Owen Wilson – Wedding Crashers
- Steve Carell, Paul Rudd, Seth Rogen og Romany Malco – The 40 Year Old Virgin
- Johnny Knoxville, Seann William Scott og Jessica Simpson – The Dukes of Hazzard
- Jessica Alba, Ioan Gruffudd, Chris Evans og Michael Chiklis – Fantastic Four
- Daniel Radcliffe, Emma Watson og Rupert Grint – Harry Potter og Flammernes Pokal (film)

### Bedste skurk
- Hayden Christensen – Star Wars Episode III: Sith-fyrsternes hævn
- Cillian Murphy – Batman Begins
- Ralph Fiennes – Harry Potter og Flammernes Pokal (film)
- Tilda Swinton – Narnia: Løven, heksen og garderobeskabet
- Tobin Bell – Saw II

### Bedste gennembrud på skærmen
- Isla Fisher – Wedding Crashers
- André "3000" Benjamin – Four Brothers
- Nelly – The Longest Yard
- Jennifer Carpenter – The Exorcism of Emily Rose
- Romany Malco – The 40 Year Old Virgin
- Taraji P. Henson – Hustle and flow

### Bedste helt
- Christian Bale – Batman Begins
- Jessica Alba – Fantastic Four
- Daniel Radcliffe – Harry Potter og Flammernes Pokal (film)
- Kate Beckinsale – Underworld: Evolution
- Ewan McGregor – Star Wars Episode III: Sith-fyrsternes hævn

### Mest sexede optræden
- Jessica Alba – Sin City
- Beyoncé Knowles – Den Lyserøde Panter
- Jessica Simpson – The Dukes of Hazzard
- Zhang Ziyi – Geisha
- Rob Schneider – Deuce Bigalow: European Gigolo

### Bedste slåskamp
- Angelina Jolie mod Brad Pitt – Mr. & Mrs. Smith
- Kong mod flyene – King Kong
- Stephen Chow mod Axe Gang – Kung Fu Hustle
- Ewan McGregor mod Hayden Christensen – Star Wars Episode III: Sith-fyrsternes hævn

### Bedste kys
- Jake Gyllenhaal og Heath Ledger – Brokeback Mountain
- Taraji P. Henson og Terrence Howard – Hustle and flow
- Anna Faris og Chris Marquette – Just Friends
- Angelina Jolie og Brad Pitt – Mr. & Mrs. Smith
- Rosario Dawson og Clive Owen – Sin City

### Bedste skræmmende optræden
- Jennifer Carpenter – The Exorcism of Emily Rose
- Rachel Nichols – The Amityville Horror
- Derek Richardson – Hostel
- Paris Hilton – House of Wax
- Dakota Fanning – War of the Worlds

### mtvU Studenternes filmskaberpris
- Joshua Caldwell (Fordham University) – A Beautiful Lie
- Sean Mullin (Columbia University) – Sadiq
- Stephen Reedy (Diablo Valley College) – Undercut
- Jarrett Slavin (University of Michigan) – The Spiral Project
- Landon Zakheim (Emerson College) – The Fabulous Felix McCabe

## MTV Generation Award
- Jim Carrey